# Públio Élio Peto (cônsul em 201 a.C.)
Públio Élio Peto (m. 174 a.C.; em latim: Publius Aelius Paetus) foi um político da gente Élia da República Romana eleito cônsul em 201 a.C. com Cneu Cornélio Lêntulo. Era filho do pontífice Quinto Élio Peto, que morreu na Batalha de Canas (216 a.C.), e pai de Quinto Élio Peto, cônsul em 167 a.C. Sexto Élio Peto Cato, cônsul em 198 a.C., era seu irmão. Segundo Cícero e Pompônio, ambos foram famosos juristas e profundos conhecedores da Lei das Doze Tábuas.

## Segunda Guerra Púnica
Foi um importante aliado de Cipião Africano, com quem foi eleito censor em 199 a.C..
Peto foi relativamente pouco mencionado por Lívio. Foi nomeado edil plebeu em 204 a.C., pretor urbano em 203 a.C. e publicou um édito declarando um supplicatio (uma celebração de agradecimento) em Roma para comemorar a derrota de Sífax por Cipião Africano. Quando Aníbal abandonou a Itália no mesmo ano, Peto anunciou um novo supplicatio que durou cinco dias. Em 202 a.C., foi escolhido mestre da cavalaria pelo ditador Caio Servílio Gêmino.

### Consulado (201 a.C.)
Foi eleito cônsul em 201 a.C. com Cneu Cornélio Lêntulo. O ano de seu mandato foi memorável pelo resultado da derrota de Aníbal por Cipião na Batalha de Zama e a paz com Cartago. Sua província era a Itália setentrional, onde lutou contra os boios e firmou um tratado com os ingâunios, uma tribo dos lígures. No final de seu mandato, Lúcio Fúrio Purpúreo e mais dois pretores decidiram a eleição do ano seguinte e os escolhidos foram Caio Aurélio Cota e Públio Sulpício Galba Máximo.

## Anos finais
Em 199 a.C., estava entre os decênviros selecionados para realizar a distribuição de terras em Sâmnio e na Apúlia para os veteranos do exército de Cipião. Foi também triúnviro com seu irmão, Sexto Élio Peto Cato, e Cneu Cornélio Lêntulo enviado para resolver problemas em Narnia depois que a população local se queixou de que não havia colonos suficientes e que determinadas pessoas, que não eram colonos, estavam se fazendo passar como tal. Neste mesmo ano, foi censor com Cipião e se mostraram bastante liberais para a época, não degradando ninguém durante seu lustrum.
Em 193 ou 192 a.C. foi um dos emissários ao imperador selêucida Antíoco III, o Grande.
Foi áugure de 208 a.C. até sua morte, em 174 a.C., durante uma epidemia em Roma.